# Something wicked this way comes
«Something wicked this way comes» — фраза из первой сцены 4-го акта пьесы «Макбет» Шекспира. Фразу произносит вторая ведьма, и полностью она звучит так: «by the pricking of my thumbs, something wicked this way comes». Под «something wicked» имеется в виду сам Макбет, который к этому моменту уже предательски убил Банко и короля Дункана.
Как и многие другие фразы из произведений Шекспира, эта часто используется в литературе, кинематографе, музыке и т. д.

## Русский перевод
Устоявшегося перевода этой фразы в русском языке нет. В разных переводах «Макбета» фраза второй ведьмы выглядит так:

«У меня разнылся палец // К нам идет дурной скиталец» (пер. Михаила Лозинского).

«Палец у меня зудит, // Что-то грешное спешит» (пер. Анны Радловой)

«Пальцы чешутся. К чему бы? // К посещенью душегуба» (пер. Бориса Пастернака)

«Колет палец мой большой, // Кто-то к нам подходит злой» (пер. Виталия Рапопорта)

«Палец у меня зудит, // Что-то злое к нам спешит» (пер. Сергея Соловьева)

«У меня заныли кости, // Значит, жди дурного гостя» (пер. Юрия Корнеева)

«Щиплет в пальчиках, вот-вот // Злыдень, стало быть, придет» (пер. Владимира Гандельсмана)

Кроме того, два популярных варианта обязаны своим существованием переводам романа Рэя Бредбери «Надвигается беда» (издавался на русском языке также под названиями «И духов зла явилась рать», «Жди дурного гостя», «Тени грядущего зла», «Что-то страшное грядет»), где цитата из «Макбета» вынесена в заголовок романа и появляется в его тексте.

«Кровь застыла, пальцы — лед, // Что-то страшное грядет» (пер. Льва Жданова)

«Колет пальцы. Так всегда // Надвигается беда» (пер. Н. Григорьевой и В. Грушецкого)

Помимо романа Брэдбери и его экранизации (1983), эта фраза дала название эпизодам множества сериалов, музыкальным альбомам (например, альбому группы Iced Earth) и композициям. Часто отдельные слова в ней изменяются. Предшествующая ей строка стала названием романа Агаты Кристи By the Pricking of My Thumbs (с англ. — «Щёлкни пальцем только раз»).